# 新市镇 (攸县)
新市镇，是中华人民共和国湖南省株洲市攸县下辖的一个乡镇级行政单位。

## 行政区划
新市镇下辖以下地区：
南北街社区、大桥头村、福寿湾村、山门村、桐梓村、桐树村、新市村、新中村、新联村、回龙村、光明村、文和村、庚子村、协塘村、平田村、排楼村、方溪村和钟佳桥村。